# Sega Mega Drive Classics
Sega Mega Drive Classics, noto come Sega Genesis Classics negli Stati Uniti, è un videogioco multipiattaforma del 2010 realizzato da Sega contenente più di 50 giochi classici del Sega Mega Drive pubblicato per la prima volta su Microsoft Windows.
Le versioni Steam di queste raccolte inizialmente escludevano i giochi Sonic the Hedgehog e ToeJam & Earl. Il primo poteva essere acquistato come parte delle compilation relative a Sonic e tutti i giochi possono essere acquistati separatamente, ma a prezzi più alti.
Sega ha ripubblicato i primi quattro volumi distribuiti fisicamente come Sega Mega Drive Classic Collection Gold Edition), per Microsoft Windows. È un set di quattro dischi dei quarantasei giochi Sega Mega Drive dei primi quattro volumi. La raccolta include il supporto per la configurazione della tastiera che fornisce un'esperienza di gioco personalizzata, nonché una modalità multiplayer per un numero selezionato di titoli. La raccolta ha anche la funzionalità di salvataggio e caricamento inclusa in tutti i giochi che consente al giocatore di riprendere e giocare ai giochi salvati nel punto esatto in cui erano stati interrotti.
Sega ha pubblicato un'applicazione gratuita su Steam il 28 aprile 2016, chiamata Sega Mega Drive Classics Hub (Sega Genesis Classics Hub nel Nord America). L'applicazione presenta un hub virtuale, ispirato a quello che potrebbe essere una camera da letto di un fan di Sega, per giocare a tutti i giochi Sega Mega Drive distribuiti attraverso di essa. L'Hub include l'integrazione di Steam Workshop, che supporta le hack ROM per questi giochi; entro un giorno dalla sua uscita, diversi hack ROM precedentemente sviluppati sono stati aggiunti dagli utenti al Workshop dell'hub. Qualsiasi gioco Sega Mega Drive precedentemente acquistato su Steam, comprese le raccolte, viene automaticamente aggiunto alle librerie di giochi dei giocatori nell'Hub. Poche settimane dopo l'uscita dell'Hub, Sega ha segnalato più di 350.000 nuovi acquisti dei vari giochi supportati dal nuovo software. La compilation Sega Mega Drive e Genesis Classics ha venduto 1 514 485 unità digitali su Steam, a partire dal 1º luglio 2018. Questa versione inoltre aggiunge nuovi filtri estetici e la compatibilità con i caschi virtuali. 
Sega ha pubblicato una raccolta di tutti i giochi inclusi nelle compilation elencate di seguito con alcune eccezioni in una versione intitolata semplicemente Sega Mega Drive Classics (Sega Genesis Classics nel Nord America) per Linux, macOS, PlayStation 4 e Xbox One il 29 maggio 2018. Utilizza la stessa interfaccia di Sega Mega Drive Classics Hub, ma con funzionalità aggiuntive come obiettivi e riavvolgimento nel gioco. Queste funzionalità sono state successivamente aggiunte a Sega Mega Drive Classics Hub, inoltre, alcuni giochi possono essere riprodotti nelle loro versioni giapponesi. La compilation venne anche pubblicata su Nintendo Switch il 6 dicembre 2018.
Sia la versione Steam che quelle console uscite in digitale nel 2018, sono state ritirate dalla vendita il 6 dicembre 2024.

## Lista dei videogiochi
| Titolo                                      | Volume | Volume | Volume | Volume | Volume | Volume  | Volume | Volume |
| Titolo                                      | Vol. 1 | Vol. 2 | Vol. 3 | Vol. 4 | Vol. 5 | Console | Steam  |        |
| ------------------------------------------- | ------ | ------ | ------ | ------ | ------ | ------- | ------ | ------ |
| Alex Kidd in the Enchanted Castle           | No     | Sì     | No     | No     | No     | Sì      | Sì     |        |
| Alien Soldier                               | No     | No     | No     | Sì     | No     | Sì#     | Sì     |        |
| Alien Storm                                 | No     | No     | Sì     | No     | No     | Sì      | Sì     |        |
| Altered Beast                               | Sì     | No     | No     | No     | No     | Sì      | Sì     |        |
| Beyond Oasis                                | No     | No     | No     | No     | Sì     | Sì#     | Sì     |        |
| Bio-Hazard Battle                           | No     | No     | Sì     | No     | No     | Sì      | Sì     |        |
| Bonanza Bros.                               | No     | Sì     | No     | No     | No     | Sì      | Sì     |        |
| Columns                                     | No     | Sì     | No     | No     | No     | Sì      | Sì     |        |
| Columns III                                 | No     | No     | Sì     | No     | No     | Sì      | Sì     |        |
| Comix Zone                                  | Sì     | No     | No     | No     | No     | Sì      | Sì     |        |
| Crack Down                                  | Sì     | No     | No     | No     | No     | Sì      | Sì     |        |
| Decap Attack                                | No     | No     | Sì     | No     | No     | Sì      | Sì     |        |
| Dr. Robotnik's Mean Bean Machine            | No     | No     | No     | Sì†    | No     | Sì      | Sì     |        |
| Dynamite Headdy                             | No     | No     | No     | No     | Sì     | Sì#     | Sì     |        |
| Ecco the Dolphin                            | Sì     | No     | No     | No     | No     | No      | Sì     |        |
| Ecco: The Tides of Time                     | No     | No     | Sì     | No     | No     | No      | Sì     |        |
| Ecco Jr.                                    | No     | Sì     | No     | No     | No     | No      | Sì     |        |
| ESWAT: City Under Siege                     | No     | Sì†    | Sì@    | No     | No     | Sì      | Sì     |        |
| Eternal Champions                           | No     | Sì@    | No     | No     | No     | No      | Sì     |        |
| Fatal Labyrinth                             | No     | Sì     | No     | No     | No     | Sì      | Sì     |        |
| Flicky                                      | No     | No     | Sì     | No     | No     | Sì      | Sì     |        |
| Gain Ground                                 | Sì     | No     | No     | No     | No     | Sì      | Sì     |        |
| Galaxy Force II                             | No     | Sì     | No     | No     | No     | Sì      | Sì     |        |
| Golden Axe                                  | Sì     | No     | No     | No     | No     | Sì      | Sì     |        |
| Golden Axe II                               | No     | Sì†    | Sì@    | No     | No     | Sì      | Sì     |        |
| Golden Axe III                              | No     | No     | No     | No     | Sì     | Sì      | Sì     |        |
| Gunstar Heroes                              | No     | No     | No     | Sì     | No     | Sì      | Sì     |        |
| Kid Chameleon                               | No     | Sì     | No     | No     | No     | Sì      | Sì     |        |
| Landstalker                                 | No     | No     | No     | Sì     | No     | Sì#     | Sì     |        |
| Light Crusader                              | No     | No     | No     | Sì     | No     | Sì      | Sì     |        |
| Phantasy Star II                            | No     | No     | No     | No     | Sì     | Sì      | Sì     |        |
| Phantasy Star III: Generations of Doom      | No     | No     | No     | No     | Sì     | Sì      | Sì     |        |
| Phantasy Star IV: The End of the Millennium | No     | No     | No     | No     | Sì     | Sì      | Sì     |        |
| The Revenge of Shinobi                      | No     | No     | No     | No     | Sì     | Sì      | Sì     |        |
| Ristar                                      | No     | Sì     | No     | No     | No     | Sì#     | Sì     |        |
| Shadow Dancer: The Secret of Shinobi        | Sì@    | No     | No     | No     | No     | Sì      | Sì     |        |
| Shining Force                               | No     | No     | No     | Sì     | No     | Sì      | Sì     |        |
| Shining Force II                            | No     | No     | No     | Sì     | No     | Sì      | Sì     |        |
| Shining in the Darkness                     | No     | No     | No     | Sì     | No     | Sì      | Sì     |        |
| Shinobi III: Return of the Ninja Master     | Sì     | No     | No     | No     | No     | Sì      | Sì     |        |
| Sonic 3D: Flickies' Island                  | No     | No     | No     | Sì†    | No     | Sì      | Sì     |        |
| Sonic Spinball                              | No     | No     | Sì     | No     | No     | Sì      | Sì     |        |
| Sonic the Hedgehog                          | Sì†    | No     | No     | No     | No     | Sì      | No*    |        |
| Sonic the Hedgehog 2                        | No     | Sì†    | No     | No     | No     | Sì      | No*    |        |
| Sonic the Hedgehog 3/Sonic & Knuckles       | No     | No     | Sì     | No     | No     | No      | No*    |        |
| Space Harrier II                            | Sì     | No     | No     | No     | No     | Sì      | Sì     |        |
| Streets of Rage                             | No     | No     | No     | Sì     | No     | Sì      | Sì     |        |
| Streets of Rage 2                           | No     | No     | No     | Sì     | No     | Sì#     | Sì     |        |
| Streets of Rage 3                           | No     | No     | No     | No     | Sì     | Sì#     | Sì     |        |
| Super Thunder Blade                         | No     | Sì     | No     | No     | No     | Sì      | Sì     |        |
| Sword of Vermilion                          | No     | No     | Sì     | No     | No     | Sì      | Sì     |        |
| ToeJam & Earl                               | No     | No     | No     | Sì†    | No     | Sì      | Sì     |        |
| ToeJam & Earl in Panic on Funkotron         | No     | No     | No     | Sì†    | No     | Sì      | Sì     |        |
| Vectorman                                   | Sì     | No     | No     | No     | No     | Sì      | Sì     |        |
| Vectorman 2                                 | No     | No     | No     | No     | Sì     | Sì      | Sì     |        |
| Virtua Fighter 2                            | No     | No     | Sì     | No     | No     | Sì      | Sì     |        |
| Wonder Boy in Monster World                 | No     | No     | No     | No     | Sì     | Sì^     | Sì     |        |
| Wonder Boy III: Monster Lair                | No     | No     | No     | Sì     | No     | Sì^     | Sì     |        |

- †: Disponibile solo nella versione su disco fisico.
- @: Disponibile solo nella versione in formato digitale.
- ^: Non disponibile nella versione per Nintendo Switch.[6]
- #: Include diverse versioni regionali. Alien Soldier, Dynamite Headdy, Ristar, e Streets of Rage 2 sono in versione giapponese. Streets of Rage 3 include le versioni europea inglese e giapponese. Beyond Oasis include le versioni francese, tedesca, spagnola e giapponese. Landstalker include le versioni francese e tedesca.
- *: Rimosso dalla vendita il 20 maggio 2022 e migrato in Sonic Origins.[7][8]